# Івенсен Федір Васильович
Федір Васильович Івенсен (18?? — 1877) — київський старший поліцмейстер (1858—1866). Генерал-майор.

## Життєпис
Він розпочав службу у 1833 році корнетом і поступово дослужився у 1859 році до підполковника.
У 1859 році за рішенням київського дворянського зібрання підполковнику Федору Івенсену було надано право потомственого дворянина, він і його сини Федір, Микола, Володимир були занесені до другої частини книги дворян Київської губернії, а рід Івенсенів одержав герб «Лодзя».
У 1875 році його обрали гласним Київської міської думи, у лютому 1875 він став членом Київської міської управи, відаючи квартирною, військовою та поліційною повинністю;
З травня 1875 року затверджений на посаді заступника Київського міського голови, відповідно до вимог «городового положення».
Навесні 1877 році Федір Васильович Івенсен помер.

## Нагороди та відзнаки
- Орден св. Володимира 4-го ступеня з бантом (1858),
- Орден св. Анни 2-го ст. (1845),
- Орден св. Анни 3-го ст. (1854),
- Орден св. Станіслава 3-го ст. (1842).

## Сім'я
- Дружина — Івенсен Тетяна Петрівна, домовласниця
- Син — Федір Федорович Івенсен, колезький секретар[3]
- Син — Микола Федорович Івенсен
- Син — Володимир Федорович Івенсен